# Kematen in Tirol
Kematen in Tirol is een gemeente in het district Innsbruck Land van de Oostenrijkse deelstaat Tirol.
Kematen ligt in het Inntal, aan de uitmonding van de Melach (vanuit het Sellraintal) in de Inn. Dit punt vormt de geografische grens tussen het Oberinntal en het Unterinntal. Het gemeentegebied strekt zich uit ten zuiden van deze Inn. De Inn en de Melach lopen langs een groot deel van de gemeentegrenzen van Kematen.

## Geschiedenis
De naam Kematen is waarschijnlijk afkomstig van het Latijnse caminata, wat verwarmd vertrek betekent. Volgens een sage zou de dorpsnaam Kematen een andere oorsprong hebben. Keizer Maximiliaan I zou, toen hij in problemen was gekomen bij de rotswand Martinswand en hoopte gered te worden, hebben gezegd: Wenn sie decht nur kematen! (Als ze nou maar snel zouden komen!).
Rond 600 n.Chr. werd de puinhelling van Kematen waarschijnlijk betrokken door de heren van Andechs.
De parochiekerk stamt uit de 13e of 14e eeuw en werd rond 1750 verbouwd in Barokke stijl. In 1872 is de kerk opnieuw ingericht.